# Lex Cornelia Fulvia de ambitu
Die Lex Cornelia Fulvia de ambitu war ein römisches Gesetz, das im Jahr 159 v. Chr. von den in diesem Jahr amtierenden Konsuln Gnaeus Cornelius Dolabella und Marcus Fulvius Nobilior zur Abstimmung gebracht und angenommen wurde.
Wie schon das im Jahr 181 v. Chr. erlassene Gesetz Lex Cornelia Baebia de ambitu richtete sich dieses Gesetz gegen Wahlbestechung. Da Verstöße Kapitalverbrechen waren, konnte der Täter mit dem Bann aquae et ignis interdictio belegt werden.